# Club Sintra Football
O Club Sintra Football foi um clube do concelho de Sintra. A sua Sede era situada no Complexo Desportivo do Real SC em Queluz Ocidental (Monte Abraão). Esteve federado à Associação de Futebol de Lisboa. A última competição que disputou foi o Campeonato de Portugal - Serie D. 

## História
Fundado a 27 de Agosto de 2007 pelo atual Presidente, Dinis Delgado, o Club Sintra Football integrava o lote de equipas do Campeonato de Portugal. O Sintra estreou-se a jogar no Estádio Conde de Sucena, casa da Sociedade União 1.º Dezembro, na 2.ª Distrital. 
Ainda sem campo próprio, o Sintra treinava e jogava nas instalações da Associação Desportiva de Oeiras, em Oeiras. No entanto, as instalações do Real Sport Clube, contavam com a sede do Sintra Football.
Após uma situação financeira dramática, o Club Sintra Football fez uma proposta de fusão ao Clube Desportivo Estrela, proposta esta que foi aprovada na assembleia-geral do Estrela por 92% dos votos, deixando assim o Club Sintra Football extinto. A fusão deu origem ao Club Football Estrela da Amadora.

## Diretoria
A ultima direção foi constituída por:
- Presidente - Dinis Delgado
- Vice Presidente - Francisco Lopo
- Diretor Desportivo - Sérgio Levita

## Estádio
Na ultima época do Club Sintra Football (2019-2020), o clube jogou no Estádio Municipal Mário Wilson, casa emprestada pela Associação Desportiva de Oeiras. 

## Futebol
1. 2019/2020 - Campeonato de Portugal - Primeira época nos nacionais.
2. 2018/2019 - Pró-Nacional - Primeira época na divisão mais alta da AFL;
3. 2017/2018 - 1.ª Divisão de Honra, 2.º lugar, Subida de Divisão - Meia-final da Taça AFL;
4. 2012/2013 - 1.ª Divisão, 5.º lugar - Subida de Divisão;
5. 2011/2012 - Primeira participação na Taça AFL;
6. 2010/2011 - 2.ª Divisão, 5.º lugar - Subida de Divisão;
7. 2008/2009 - 2.ª Divisão, 6.º lugar - Primeiro ano com recorde positivo;
8. 2007/2008 - 2.ª Divisão, 15.º lugar - Primeira época na AFL.

## Ultras 2007
A claque do clube chama-se Ultras 2007.